# アンドロニコス5世パレオロゴス
アンドロニコス5世パレオロゴス（Ανδρόνικος Ε' Παλαιολόγος, Andronikos V Palaiologos, 1400年 - 1407年9月24日）は、東ローマ帝国皇帝ヨアニス7世パレオロゴスとエイレーネー・ガッティルシオの息子、共同皇帝。
20世紀までその存在は殆ど知られていなかった。彼の夭折（7歳）を伝える一組の奉神礼書によってその存在が明らかになった。他の史料には彼に関する記録は一切ない。父ヨアニス7世の経歴から考えると、彼がコンスタンティノポリスで摂政を務めている間（1399年 - 1403年）に生まれ、幼時のうちに帝国の後継者に指名されて皇帝称号を授けられた後、1403年に父と共にセサロニキに移住し、そこで亡くなったものと思われる。

（本項目の表記は中世ギリシア語の発音に依拠した。古典式慣例表記については各リンク先の項目を参照）